# ER Возничего
ER Возничего (лат. ER Aurigae) — одиночная переменная звезда в созвездии Возничего на расстоянии (вычисленном из значения параллакса) приблизительно 4796 световых лет (около 1471 парсека) от Солнца. Видимая звёздная величина звезды — от +11,8m до +11,17m.

## Характеристики
ER Возничего — жёлто-белая пульсирующая переменная звезда, классическая цефеида (DCEP) спектрального класса F. Эффективная температура — около 6385 К.